# Leucotriène C4
Le leucotriène C4 (LTC4) est un composé biochimique de la famille des leucotriènes. Il dérive du leucotriène A4 par condensation avec une molécule de glutathion sous l'action d'une glutathion S-transférase. C'est, avec le leucotriène D4, un intermédiaire à faible durée de vie dans la production de leucotriène E4.

Biosynthèse des eicosanoïdes.